# ببر در طوفان گرمسیری
ببر در طوفان گرمسیری (انگلیسی: Tiger in a Tropical Storm) شناخته شده با نام دیگر یعنی شگفت‌زده، یک نقاشی رنگ روغن از نقاش هنرمند فرانسوی پسادریافتگرا، آنری روسو است که در سال ۱۸۹۱ طرح گردید، این اولین نقاشی عمده و شناخته شده با تم و موضوع جنگل از هنرمند می‌باشد، نقاشی نشانگر یک ببر می‌باشد که به دلیل طوفان و آذرخش به شکل برجسته و به دلیل نور آذرخش روشن شده در حالی که برای حمله به شکار خودش با چنگال‌های آخته آماده گردیده
این اثر روسو هم مثل سایر آثار دیگرش بازخوردهای مختلفی داشت، بیشتر منتقدان کارهای روسو را به عنوان کارهایی در حد و اندازه کودکان توصیف می‌کردند اما فلیکس والوتون که یک نقاش جوان سویسی بود و بعدها تبدیل به یک چهره مهم در توسعه حکاکی روی چوب مدرن گردید اظهار نظر متفاوتی داشت، وی گفت: ببر هنرمند، طعمه خودش را شگفت‌زده کرده و تنها می‌شود گفت، باید دید، این آلفا و امگای اثر است و طبعاً مشوش کننده است، پیش از اینکه صلاحیت انتساب به یک کار کودکانه را داشته باشد، به شکلی کامل ریشه‌های سرزنش و تردید کردن را مانع می‌شود.